# Robres del Castillo
Robres del Castillo est une commune de la communauté autonome de La Rioja, en Espagne.